# Macromitrium oblongum
Macromitrium oblongum är en bladmossart som beskrevs av Mitten 1869. Macromitrium oblongum ingår i släktet Macromitrium och familjen Orthotrichaceae. Inga underarter finns listade i Catalogue of Life.